# 泰舍特站
泰舍特站（羅馬化：Stantsia Tayshet）位于伊尔库茨克州泰舍特，距莫斯科雅罗斯拉夫尔站4483公里。本站1899年投入使用。

## 路线
- 西伯利亚铁路
- 贝阿铁路

## 列车
- 1（2）次列车（俄罗斯号）：海参崴 - 莫斯科
- 7（8）次列车：海参崴 - 新西伯利亚
- 11（12）次列车：海参崴 - 萨马拉
- 57（58）次列车：伊尔库茨克 - 泰舍特
- 69（70）次列车：赤塔 - 莫斯科
- 71（72）次列车：乌兰乌德 - 北贝加尔斯克（俄语：Северобайкальск (станция)）
- 75（76）次列车：涅留恩格里（俄语：Нерюнгри-Пассажирская） - 莫斯科
- 77（78）次列车：涅留恩格里（俄语：Нерюнгри-Пассажирская） - 新西伯利亚
- 81（82）次列车：乌兰乌德 - 莫斯科
- 87（88）次列车：伊尔库茨克 - 乌斯季伊利姆斯克（俄语：Усть-Илимск (станция)）
- 91（92）次列车：北贝加尔斯克（俄语：Северобайкальск (станция)） - 莫斯科
- 97（98）次列车：滕达（俄语：Тында (станция)） - 基斯洛沃茨克（俄语：Кисловодск (станция)）
- 99（100）次列车：海参崴 - 莫斯科
- 205（206）次列车：伊尔库茨克 - 阿纳帕（俄语：Анапа (станция)）（季节性）
- 207（208）次列车：海参崴 - 新库兹涅茨克（俄语：Новокузнецк (станция)）
- 229（230）次列车：後貝加爾斯克 - 阿纳帕（俄语：Анапа (станция)）（季节性）
- 235（236）次列车：滕达（俄语：Тында (станция)） - 阿纳帕（俄语：Анапа (станция)）（季节性）
- 241（242）次列车：伊尔库茨克 - 阿德勒（俄语：Адлер (станция)）（季节性）
- 269（270）次列车：赤塔 - 阿德勒（俄语：Адлер (станция)）（季节性）
- 273（274）次列车：後貝加爾斯克 - 阿德勒（俄语：Адлер (станция)）（季节性）
- 347（348）次列车：後貝加爾斯克 - 克拉斯诺亚尔斯克

因疫情暂停运行：
- 3（4）次列车：莫斯科 - 北京（经乌兰巴托）
- 19（20）次列车（东方号）：莫斯科 - 北京（经满洲里）